# 石砫直隸廳
石砫直隸廳，是清代四川省下轄的一個直隸廳。

石砫厅在四川省的位置（1820年）

本明代石砫宣慰司，屬重慶府。清順治十六年(1659年)內附，仍明制，授宣慰司，屬夔州府。乾隆二十二年(1757年)，於石砫宣慰司地置石柱廳，仍屬夔州府。二十七年(1762年)，升為石砫直隸廳。。民国初年，全国废府州厅改县，于1913年改石砫縣，今屬重慶市。